# Maison, 3 rue Pas-du-Minage (La Rochelle)
La maison, bâtie au XVIe siècle, est située 3 rue Pas-du-Minage et impasse Tout-y-Fault à La Rochelle, en France. L'immeuble a été inscrit au titre des monuments historiques en 1931.

## Historique
Le bâtiment est inscrit au titre des monuments historiques par arrêté du 7 octobre 1931.